# NGC 6907
NGC 6907 est une vaste galaxie spirale barrée de grand style située dans la constellation du Capricorne. Sa vitesse par rapport au fond diffus cosmologique est de 2 939 ± 16 km/s, ce qui correspond à une distance de Hubble de 43,3 ± 3,0 Mpc (∼141 millions d'al). NGC 6907 a été découverte par l'astronome germano-britannique William Herschel en 1784.
NGC 6907 a été utilisé par Gérard de Vaucouleurs comme une galaxie de type morphologique SAB(s)bc dans son atlas des galaxies,.
La classe de luminosité de NGC 6907 est II-III et elle présente une large raie HI. C'est aussi une galaxie lumineuse dans l'infrarouge (LIRG). NGC 6907 émet aussi dans l'infrarouge. Sa luminosité dans l'infrarouge lointain (de 40 à 400 µm) est égale à 78 × 109 {\displaystyle L_{\odot }} (1010,89{\displaystyle L_{\odot }}) et sa luminosité totale dans l'infrarouge (de 8 à 1 000 µm) est de 107 × 109 {\displaystyle L_{\odot }} (1011,03{\displaystyle L_{\odot }}).
À ce jour, 19 mesures non basées sur le décalage vers le rouge (redshift) donnent une distance de 31,784 ± 5,628 Mpc (∼104 millions d'al), ce qui est à l'extérieur des valeurs de la distance de Hubble. Notons cependant que c'est avec la valeur moyenne des mesures indépendantes, lorsqu'elles existent, que la base d'environ 68,1 kpc (∼222 000 al) si on utilisait la distance de Hubble pour le calculer.

## Morphologie
Eskridge, Frogel et Pogge ont publié un article en 2002 décrivant la morphologie de 205 galaxies spirales rapprochées. Les observations ont été réalisées dans la bande H de l'infrarouge et dans la bande B (le bleu). Selon Eskridge et ses collègues, NGC 6907 est une galaxie spirale barrée (SBbc) de grand style dont la morphologie pourrait être influencée par le compagnon (NGC 6098) qui se superpose dans le bras au nord-est. Le renflement central de la galaxie est elliptique et asymétrique par rapport aux bras. Le grand axe du renflement est décalé de 45 degrés par rapport aux bases des bras. L'intérieur des bras est bien défini et comporte un certain nombre de nœuds brillants qui deviennent plus apparent le long du bras au NE, ce qui est probablement dû à une interaction avec NGC 6098. À faible luminosité, les bras s'enroulent entièrement autour de la galaxie et forment un pseudo-anneau externe. 

## Supernova
Quatre supernovas ont été observées dans NGC 6907 : SN 1984V, SN 2004bv, SN 2008fq et SN 2014eh.

### SN 1984V
Cette supernova a été découverte le 29 mai 1984 par l'astronome L. E. Gonzalez. D'une magnitude apparente de 15,0 au moment de sa découverte, son type n'a pas été identifié.

### SN 2004bv
Cette supernova a été découverte le 24 mai 2004 par l'astronome japonais R. Kushida. D'une magnitude apparente de 15,6 au moment de sa découverte, elle était de type Ia.

### SN 2008fq
Cette supernova a été découverte le 15 septembre 2008 par P. Thrasher, W. Li, et  A. V. Filippenko de l'université de Californie à Berkeley, dans le cadre du programme LOSS (Lick Observatory Supernova Search) de l'observatoire Lick. D'une magnitude apparente de 15,4 au moment de sa découverte, elle était de type II.

### SN 2014eh
Cette supernova a été découverte le 3 novembre 2014 par les astronomes Kumar, Yuk, Zheng, et V. Filippenko (du programme LOSS). D'une magnitude apparente de 16,0 au moment de sa découverte, elle était de type Ic.

## La galaxie NGC 6908
La distance de Hubble de NGC 6908 est de 41,73 ± 2,94 Mpc (∼136 millions d'al), soit à peu près la même que NGC 6907. Des évidences suggèrent qu'elles sont non seulement en interaction, mais qu'elles fusionneront éventuellement,. 

## Groupe de NGC 6907
Selon A. M. Garcia, NGC 6907 est la principale galaxie d'un trio. Les deux autres galaxies du groupe de NGC 6907 sont IC 4999 et IC 5005.
Il faut ajouter la galaxie NGC 6908 à ce groupe, car elle forme une paire avec NGC 6907.